# Aguililla
Aguililla – miasto w Meksyku, w stanie Michoacán. Siedziba władz gminy o tej samej nazwie. W 2010 liczyła 16 214 mieszkańców.